# Suk (dřevo)

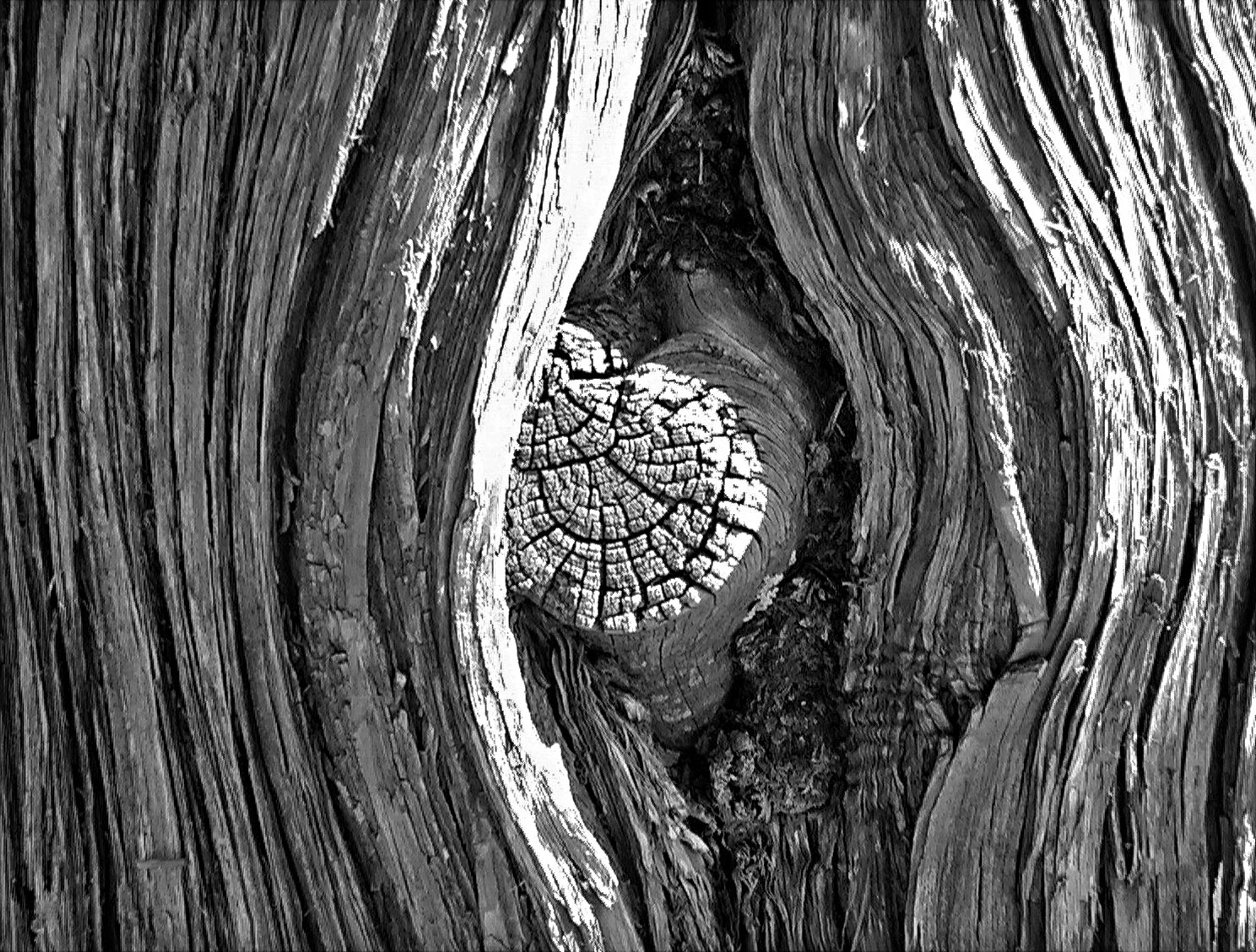
Suk v kmeni stromu

Suk (anglicky knot) je část větve obrostlá dřevem. V dřevařském průmyslu je suk brán jako nejpočetnější a nevýznamnější vada dřevin.

## Slovo suk v nářečích
- krkoška – ve Valašském názvosloví[1][2]
- hrč, hrča[3]